# Five Iron Frenzy
Gli Five Iron Frenzy (talvolta indicati o conosciuti come Five Iron o FIF) sono un gruppo musicale ska-christian rock originario di Denver (Colorado). Il gruppo, attivo dal 1995, si è sciolto nel 2003 per poi ricomporsi nel 2011.

## Formazione
- Reese Roper - voce
- Micah Ortega - chitarra, voce
- Dennis Culp - trombone
- Andrew Verdecchio - batteria
- Leanor "Jeff the Girl" Ortega - sax
- Nathanael "Brad" Dunham - tromba
- Sonnie Johnston - chitarra
- Scott Kerr - chitarra, basso

Ex membri
- Keith Hoerig - basso

## Discografia
Album in studio
- 1996 – Upbeats and Beatdowns
- 1997 – Our Newest Album Ever!
- 2000 – All the Hype That Money Can Buy
- 2001 – Five Iron Frenzy 2: Electric Boogaloo
- 2003 – The End Is Near
- 2013 – Engine of a Million Plots

Album live
- 1999 – Proof That the Youth Are Revolting
- 2004 – The End Is Here

Raccolte
- 2003 – Cheeses...(of Nazareth)

EP
- 1998 – Quantity Is Job 1